# Kyoko Yano
Kyoko Yano, född 3 juni 1984 i Yokohama, Japan, är en japansk fotbollsspelare som tog OS-silver i damfotbollsturneringen vid de olympiska fotbollsturneringarna 2012 i London. 